# La Malédiction d'Edgar
 (février 2025).
Si vous disposez d'ouvrages ou d'articles de référence ou si vous connaissez des sites web de qualité traitant du thème abordé ici, merci de compléter l'article en donnant les références utiles à sa vérifiabilité et en les liant à la section « Notes et références ».
La Malédiction d'Edgar est un roman biographique de Marc Dugain paru en 2005  (ISBN 2-0707-7379-5). Il raconte la vie de J. Edgar Hoover alors qu'il était directeur du FBI de 1924 à 1972. Le narrateur est le numéro 2 du FBI, par ailleurs partenaire homosexuel de Hoover.

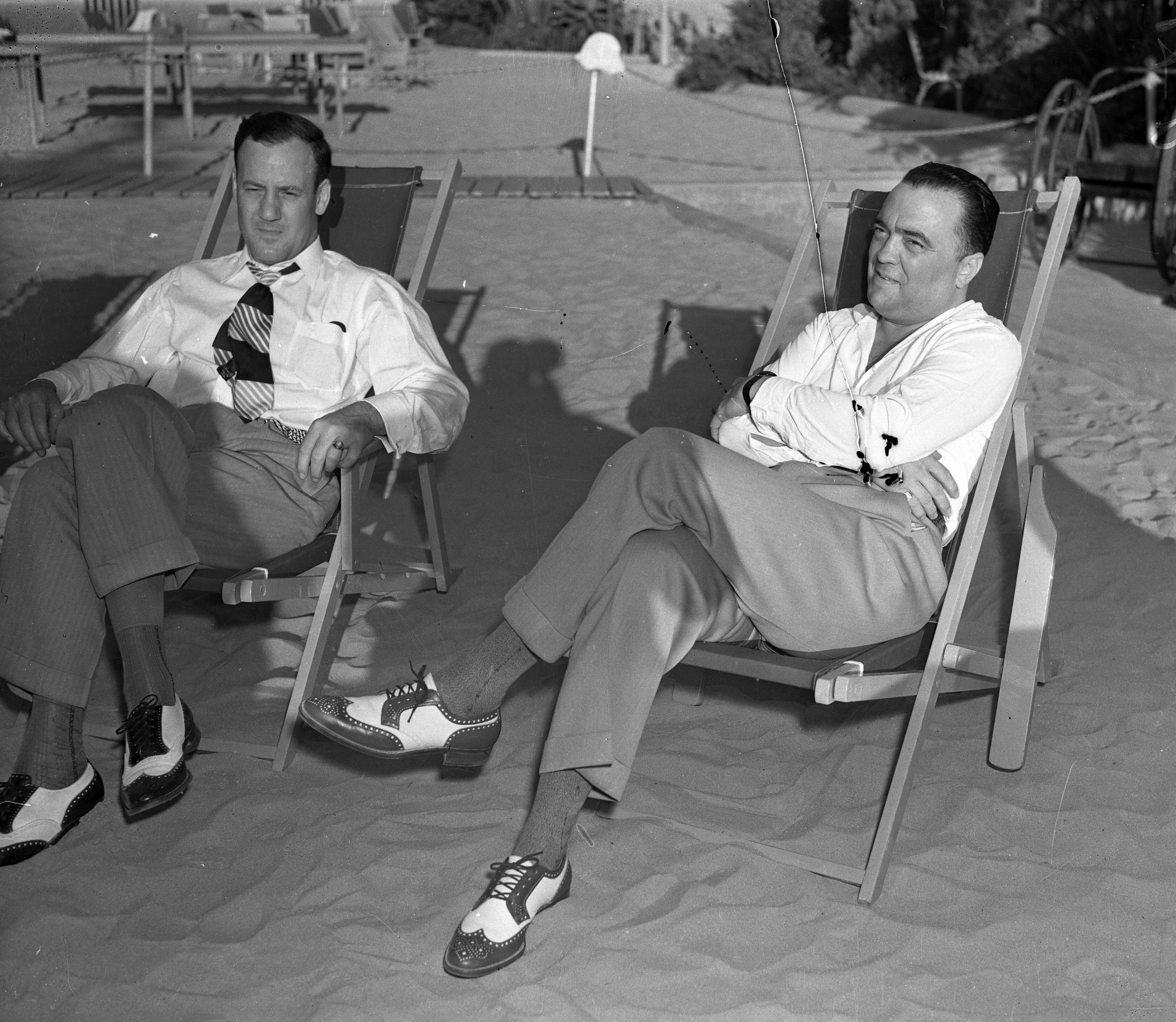
Clyde Tolson et J. Edgar Hoover

## Synopsis
Le roman est présenté comme un livre de souvenirs attribués au numéro deux, Clyde Tolson. Toutefois, Dugain dans le prologue laisse entendre qu'il peut s'agir d'un faux : « J'avais acheté ce manuscrit sans en avoir lu une ligne. Faux, il m'intéressait autant que vrai. [...] La prétendue objectivité d'un mémorialiste est aussi nuisible à la vérité que l'intention de falsifier les faits ».

### Les Kennedy
Les Kennedy sont dépeints par Hoover comme des manipulateurs portés au pouvoir par l'argent de leur famille et de la mafia. 

#### Joseph Patrick Kennedy
Edgar Hoover constitua un important dossier sur Joseph Patrick Kennedy, qu’il classa confidentiel. Hoover se vante de l’avoir repéré très tôt, identifiant en lui un potentiel futur président. Dans le contexte d’agitation internationale et la menace d’une deuxième guerre mondiale, Hoover confie le dossier à Clyde Tolson, qui en retranscrit le contenu dans ses souvenirs.
Le dossier retrace le parcours d'homme d’affaires et d'homme politique de Kennedy, jusqu’à sa nomination en 1938 à l’ambassade des États-Unis en Grande-Bretagne, en passant par le commerce de spiritueux et le cinéma, et sa liaison avec l’actrice Gloria Swanson. Tolson retranscrit également une conversation téléphonique piégée entre Kennedy et Arthur Krock (en), alors directeur du bureau du New York Times de Washington, au moment de la nomination de Kennedy à la présidence de la SEC en 1934.
Hoover étaye le dossier de nombreux détails et précisions, agrémentés de commentaires et jugements personnels, ponctués de qualificatifs péjoratifs : « manipulateur effronté », « fou, incontrôlable, dangereux »,  « l’arriviste », « pire des parasites de Wall Street », …

#### John Fitzgerald Kennedy
Le livre s'attarde particulièrement sur la montée en puissance puis la présidence de John Fitzgerald Kennedy, nous livrant quelques « dessous » et intrigues du pouvoir américain.
Le livre s'attarde aussi sur les frasques sexuelles du président, qui y est décrit comme un coureur de jupon multipliant les aventures sans jamais les rompre totalement. 
Dans l'assassinat de John F. Kennedy, le livre prend clairement le parti de la conspiration.

### Hoover influent

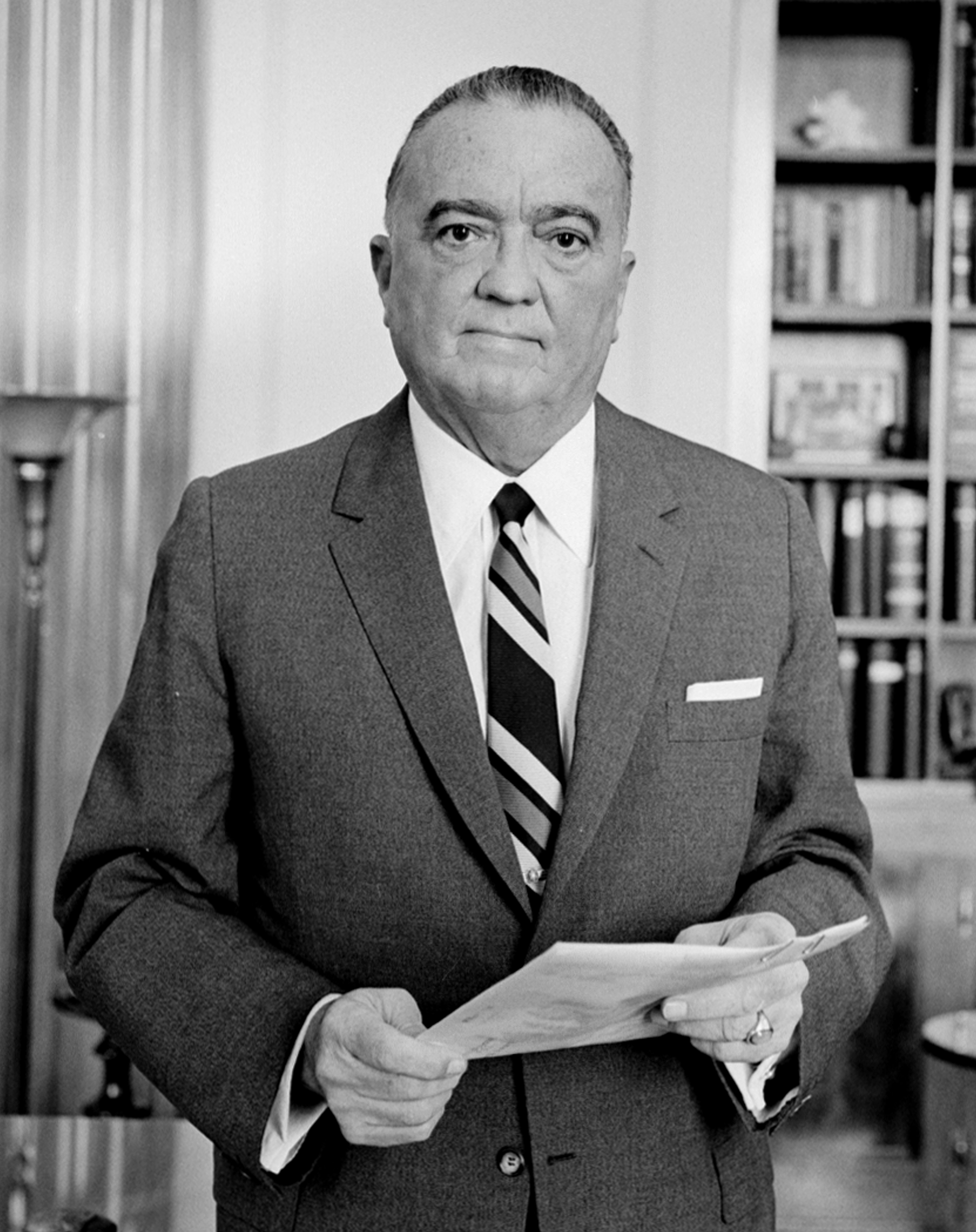
J. Edgar Hoover en 1961

Toujours selon les faits relatés dans le roman, J. Edgar Hoover aurait privilégié la lutte contre le communisme à celle contre la corruption et la mafia, laissant ainsi se gangrener une situation déjà assez dramatique. Enfin, Hoover n'a de cesse d'espionner et de violer la vie privée de tous les hommes importants du pays, légitimant presque ses actes par la nécessité d'en savoir plus sur ceux susceptibles d'accéder au pouvoir suprême, quitte à porter des jugements arbitraires sur leur conduite morale conduisant dans certains cas à des actions visant à les écarter du pouvoir. On découvre ainsi un homme qui a représenté pendant des décennies la stabilité du pouvoir américain.  
Le roman prend fin au moment du scandale du Watergate, à la mort de J. Edgar Hoover, alors que Richard Nixon est accusé du crime que commettait sans cesse Hoover et qui l'occupa toute sa vie.

## Commentaires de l'auteur
Le choix du narrateur permet à Marc Dugain de représenter Hoover à travers le regard admiratif de son amant et plus proche collaborateur. L'auteur imagine que Tolson en vieillissant a pris du recul par rapport à leur histoire, et ce point de vue lui permet d'éviter la diatribe, tout en dressant un portrait réaliste de Hoover. Il analyse en particulier les motivations probables de Hoover et les méthodes contestables qu'il a employées pour maintenir son influence sur le pouvoir politique américain.

## Analyse critique
Hans Renders considère que l'auteur « brode » sur la réalité afin d'approfondir la compréhension de faits que les sources historiques n'éclairent pas suffisamment. Il ajoute que « pas un seul lecteur de [...] La malédiction d'Edgar ne croira que les choses se sont déroulées exactement comme » elles sont décrites par Dugain. Pour André-Alain Morello, ce roman dresse le tableau de quarante ans d'histoire américaine. A travers le portrait de Hoover, c'est le revers du rêve américain qu'il dévoile en déconstruisant « tous les mythes américains, de Kennedy à Marilyn Monroe », avec un « tableau [...] haut en couleur » des présidents, de Roosevelt à Nixon.

## Sources bibliographiques
À la fin du roman, l'auteur liste ses principales sources de documentation:
- J. Edgar Hoover: The Man and the Secrets, de Curt Gentry[7].
- Le plus grand salaud d’Amérique. J.E. Hoover, patron du FBI, d'Anthony Summers[8].
- President Kennedy: Profile of Power, de Richard Reeves[9].
- 13 jours. La crise des missiles de Cuba, de Robert Kennedy[10].
- The Encyclopedia of the JFK Assassination, de Michael Benson[11].
- « Archives du FBI sur Robert Kennedy, avec l’aimable coopération de Patrick Jeudy »[12].
- Les Kennedy : une dynastie américaine, de Peter Collier, David Horowitz et Marc Saporta[13].
- The Dark Side of Camelot, de Seymour Hersh[14].
- De mémoire, de Pierre Salinger[15].
- The Robert F. Kennedy Assassination: New Revelations on the Conspiracy and Cover-Up, 1968-1991, de Philip H. Melanson[16].
- Malcolm X et Martin Luther King: Même cause, même combat, de James H. Cone[17].
- Camus: l'absurde, la révolte, l'amour, d'Arnaud Corbic[18].

## Adaptation
Une adaptation en bande dessinée a été réalisée, avec Marc Dugain en tant que scénariste : La Malédiction d'Edgar, dessins de Didier Chardez, en trois tomes,  Casterman, 2007-2010. Le roman fut également adapté à la télévision dans un docu-fiction réalisé par Dugain, avec Brian Cox dans le rôle d'Hoover et Anthony Higgins dans le rôle de Clyde Tolson, diffusé le 28 octobre 2013 sur Planète+,.